# Патрон Флобера
Патрон Флобе́ра (в англоязычных странах более известны как .22 CB Cap или .22 BB Cap) — разновидность патронов кольцевого воспламенения, в которых практически отсутствует или полностью отсутствует пороховой заряд, а роль метательного вещества выполняет капсюльный состав.

## История
Патроны без пороха, только с капсюльным составом в качестве метательного заряда, были первыми патронами кольцевого воспламенения. Первый образец такого боеприпаса был создан в 1845 году французским оружейником Луи Флобером (фр. Louis Flobert) и представлял собой, по сути, круглую пулю, вставленную в незадолго до того изобретённый капсюль-воспламенитель. Запатентован патрон был в 1849 году.
Первый патрон Флобера имел калибр 6 мм, но затем стал выпускаться в нескольких вариантах (4 мм, 9 мм и т. д.). И патроны, и оружие системы Флобера получили очень широкое распространение в мире благодаря надёжности, относительной дешевизне, слабому звуку выстрела. В России они были известны под названием «Монте-Кристо». Современный, наиболее распространённый, вариант патрона Флобера калибром 5,6 мм приобрёл свой вид в 1888 году в США. Интересно, что первый «полноценный» (то есть имеющий пороховой заряд) патрон кольцевого воспламенения .22 Short был создан на базе одного из патронов Флобера.

## Особенности и применение

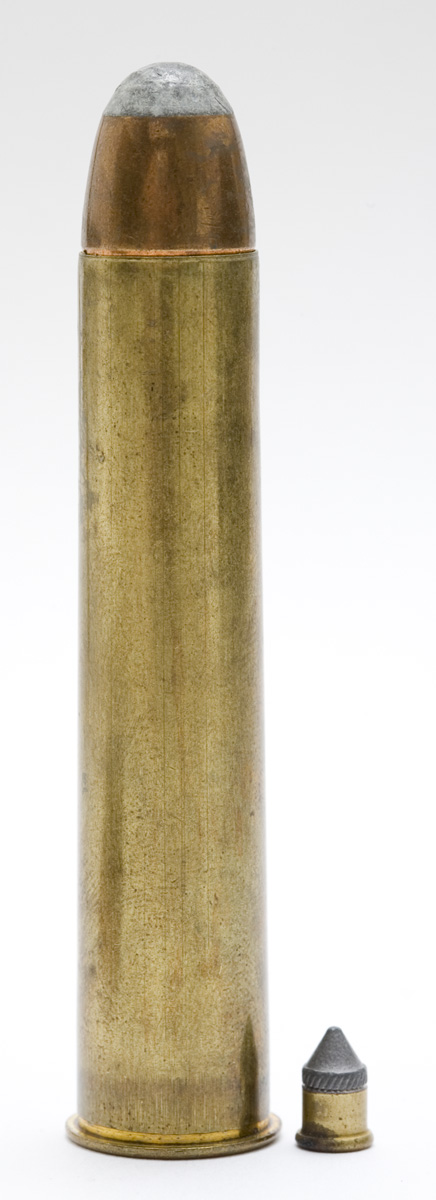
Патрон Флобера 5,6 мм рядом с одним из самых больших патронов для гражданского оружия — .577 Nitro Express

Обычно современные патроны Флобера выпускаются со свинцовой безоболочечной пулей конической формы (англ. .22 СВ Сар, Conical Bullet Cap), но существует разновидность со сферической пулей (соответственно, англ. .22 ВВ Сар, Ball Bullet Cap). Наиболее часто встречающийся калибр — 5,6 мм, но распространён калибр 4,5 мм и 4,2 мм. Иногда в них добавляется незначительное количество пороха — в 4,2 мм патрон чешского изготовления, например, — 0,01 г.
Патроны Флобера — крайне маломощные боеприпасы. Начальная скорость их пуль редко превышает 210 м/с, что примерно равно скорости пули средних пневматических винтовок. Но пуля патронов Флобера имеет массу, как правило, бо́льшую, чем пули пневматического оружия такого же калибра (обычно 0,5—1,3 г), поэтому их энергия выше — 40—60 Дж.
Применение патронов Флобера в настоящее время достаточно узко, поскольку их функции во многом берёт на себя пневматическое оружие. Тем не менее, они используются как для целевой стрельбы на небольшие расстояния, так и в оружии для самозащиты (выпускаются специальные револьверы под патроны Флобера для целей самообороны). Звук выстрела этими патронами очень слаб, особенно при их применении в оружии с достаточно длинным стволом, поскольку благодаря отсутствию пороха нет дульного пламени — источника громкого звука в «настоящем» огнестрельном оружии.
Патроны Флобера могут применяться для отстрела вредных грызунов. Производители рекомендуют использование патронов со сферической пулей из оружия с гладким стволом.
Эти боеприпасы встречаются всё реже, поскольку в США они были сняты с производства ещё в 1940-е годы, хотя ещё выпускаются в Европе. Пачка на 100 шт. в США стоит в среднем 24—25 долларов США.
В США хранение оружия под патрон Флобера не запрещено, но в штате Пенсильвания стрельба из оружия под патрон Флобера законодательно запрещена.
Пуля патронов Флобера малого калибра (4—5 мм) не может нанести человеку опасной для жизни травмы. Поэтому во многих странах (это касалось, в том числе, СССР и сохраняется на части постсоветского пространства) оружие под патрон Флобера не попадает под категорию огнестрельного. В ряде постсоветских стран (Украина, Казахстан) оружие под патрон Флобера разрешено, поскольку не подпадает под категорию огнестрельного.
В России оборот оружия и боеприпасов под патрон Флобера запрещён в связи с отсутствием необходимой в соответствии с законодательством сертификации оружия и патрона. Имеются прецеденты возбуждения уголовных дел (за попытку продажи).